# Rambler (album)
Rambler – drugi studyjny album amerykańskiego gitarzysty jazzowego Billa Frisella.

## Lista utworów
Opracowano na podstawie materiału źródłowego.
1. Tone – 8:00
2. Music I Heard – 4:49
3. Rambler – 8:20
4. When We Go – 5:19
5. Resistor – 5:49
6. Strange Meeting – 7:05
7. Wizard of Odds – 6:19

## Twórcy
Opracowano na podstawie materiału źródłowego.
- Bill Frisell – gitara
- Kenny Wheeler – trąbka
- Bob Stewart – tuba
- Jerome Harris – gitara basowa
- Paul Motian – perkusja